# FK Sahtar Doneck
A Sahtar Doneck (ukrán betűkkel Футбольний клуб Шахтар Донецьк, magyar átírásban Futbolnij klub Sahtar Doneck, a nemzetközi sajtóban FC Shakhtar Donetsk) ukrán labdarúgócsapat Doneckben, Ukrajnában. A kelet-ukrajnai háború miatt a csapat központja Kijevbe költözött, ahol edzéseiket is tartják. A hazai mérkőzéseket 2014–2016 között a Lviv Arénában játszották, 2017-től pedig a harkivi Metaliszt stadionban játsszák.

## Korábbi nevei
- Sztahanovec Sztalino (1936–1946)
- Sahtyor Sztalino (1946–1961)
- Sahtyor Donyeck (1961–1992)

1992 óta jelenlegi nevén szerepel.

## Története

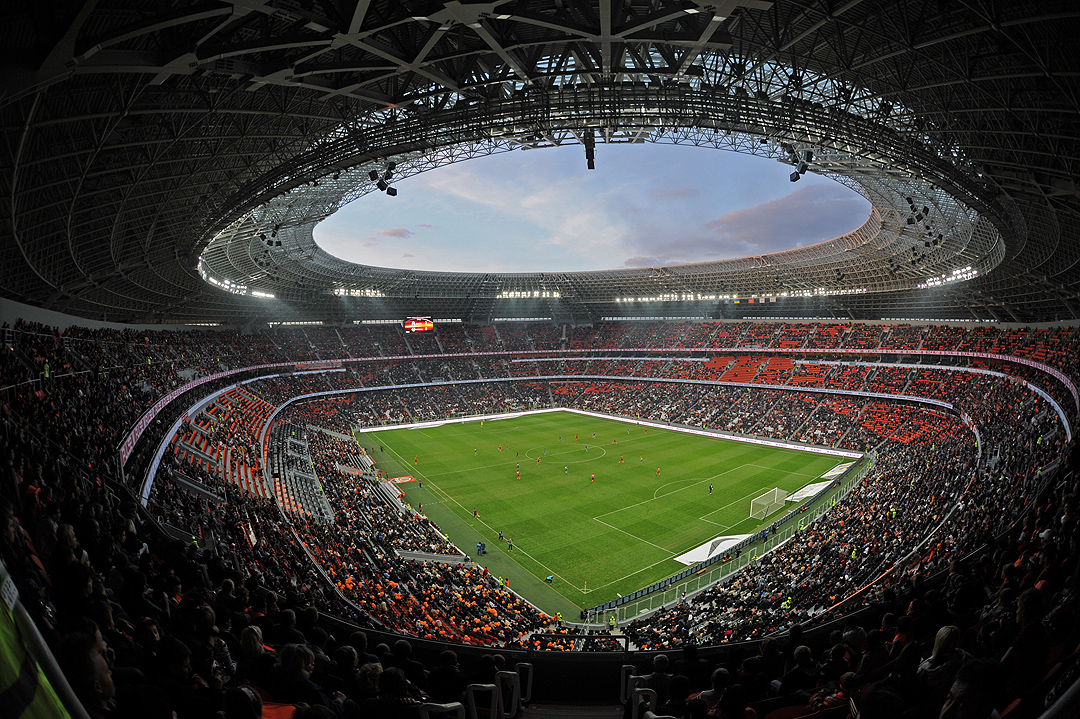
A Donbasz Aréna

A klubot 1936 májusában alapították a híres Donyec-vidéki szovjet szénbányász, Alekszej Sztahanov tiszteletére Sztahanovec Sztalino néven. Első sikerét 1951-ben már Sahtyor Sztalino néven érte el a szovjet labdarúgó-bajnokság harmadik helyével.
A „bányászok” csapata híres volt szolgálatkészségéről, csapatszelleméről és a mérkőzések lefújásáig tanúsított kitartó lelkesedéséről. Az 1960-as évek elején Oleg Osenkov vezetőedző irányítása alatt háromszor jutott be a szovjet kupa döntőjébe, amit 1961-ben és 1962-ben meg is nyert. A kupában sorozatosan kiemelkedő eredményt elérő Sahtyort a „kupacsapatnak” is becézték, bár a „bányászok” legeredményesebb időszaka az 1970-es évek közepétől az 1980-as évek elejéig tartott.
A Sahtyor 1975-ben második helyet ért el a szovjet labdarúgó-bajnokságban, így először képviselhette Szovjetuniót az európai kupaporondon. 1978-ban bronzérmet, majd egy évvel később a kiemelkedő szereplésének köszönhetően ismét ezüstérmet szerzett és a 26 gólt szerző Vitalij Sztaruhint az szovjet élvonal legjobb labdarúgójának és csatárának jelölték.
1980-ban és 1983-ban újfent a Sahtyor hódította el a szovjet kupát. Negyedik kupagyőzelmük évében a szovjet szuperkupa döntőjében legyőzték a szovjet bajnok Dnyepro Dnyepropetrovszkot.
Az 1992-ben ismét független Ukrajnában már jelenlegi nevén induló „Sahtar” a Dinamo Kijiv legnagyobb vetélytársává lépett elő az ukrán pontvadászatban. Részben az ukrán üzletember és milliárdos, Rinat Ahmetov nagylelkűségének köszönhetően a klub infrastruktúrája és játékstílusa 1996 óta jelentősen megváltozott. Az elnök ígéretet tett arra, hogy európai kupát hoz Doneckbe a Sahtar-szurkolóknak.
Az FK Sahtar Labdarúgó Akadémia 1999-ben nyitotta meg kapuit és napjainkban közel 3000 gyermek számára biztosít edzési lehetőséget.
A Sahtar mindmáig 13 alkalommal nyerte meg az ukrán labdarúgó-bajnokságot és 13 alkalommal az ukrán kupát, így méltán nevezhető az egyik legjobb ukrán labdarúgócsapatnak.
A csapat történelme legnagyobb sikerét 2009-ben érte el, amikor megnyerte az UEFA-kupát.

## Sikerei
Nemzetközi
- UEFA-kupa
  - Győztes (1 alkalommal): 2009

- UEFA-szuperkupa
  - Ezüstérmes (1 alkalommal): 2009

 Szovjetunió
- Szovjet labdarúgó-bajnokság (Viszsaja Liga)
  - Ezüstérmes (2 alkalommal): 1975, 1979
  - Bronzérmes (2 alkalommal): 1951, 1978

- Szovjet kupa (Kubok SZSZSZR)
  - Győztes (4 alkalommal): 1961, 1962, 1980, 1983
  - Ezüstérmes (4 alkalommal): 1963, 1978, 1985, 1986

- Szovjet szuperkupa (Szuperkubok SZSZSZR)
  - Győztes (1 alkalommal): 1983
  - Ezüstérmes (2 alkalommal): 1980, 1985

 Ukrajna
- Ukrán labdarúgó-bajnokság (Premjer-Liha)

- - Bajnok (15 alkalommal): 2002, 2005, 2006, 2008, 2010, 2011, 2012, 2013, 2014, 2017, 2018, 2019, 2020, 2023, 2024
  - Ezüstérmes (12 alkalommal): 1994, 1997, 1998, 1999, 2000, 2001, 2003, 2004, 2007, 2009, 2015, 2016

- Ukrán kupa (Kubok Ukrajini)

- - Győztes (15 alkalommal): 1994–95, 1996–97, 2000–01, 2001–02, 2003–04, 2007–08, 2010–11, 2011–12, 2012–13, 2015–16, 2016–17, 2017–18, 2018–19, 2023-24, 2024-25
  - Ezüstérmes (6 alkalommal): 2003, 2005, 2007, 2009, 2014, 2015

- Ukrán szuperkupa (Szuperkubok Ukrajini)
  - Győztes (8 alkalommal): 2005, 2008, 2010, 2012, 2013, 2014, 2015, 2017
  - Ezüstérmes (5 alkalommal): 2004, 2006, 2007, 2011, 2016, 2018, 2019

## Jelengi keret
Utolsó módosítás: 2024. szeptember 4.
| #  |     | Poszt | Név                                            |
| -- | --- | ----- | ---------------------------------------------- |
| 2  | BFA | CS    | Lassina Traoré                                 |
| 4  | CRO | V     | Bartol Franjić (kölcsönben a VfL Wolfsburgtól) |
| 5  | UKR | V     | Valeri Bondar                                  |
| 6  | UKR | KP    | Valeri Bondar                                  |
| 7  | BRA | CS    | Eguinaldo                                      |
| 8  | UKR | KP    | Dmitro Kriszkiv                                |
| 9  | UKR | KP    | Marjan Sved                                    |
| 10 | UKR | KP    | György Szudakov                                |
| 11 | UKR | KP    | Dmitro Kriszkiv                                |
| 12 | UKR | K     | Timur Puzankov                                 |
| 13 | BRA | V     | Pedro Henrique                                 |
| 14 | UKR | CS    | Danilo Szikan                                  |
| 16 | GEO | V     | Irakli Azarovi                                 |
| 17 | BRA | V     | Vinicius Tobias                                |
| 18 | TUN | V     | Alaa Ghram                                     |

| #  |     | Poszt | Név                 |
| -- | --- | ----- | ------------------- |
| 20 | UKR | KP    | Anton Hluscsenko    |
| 21 | UKR | KP    | Artem Bondarenko    |
| 22 | UKR | V     | Mikola Matvjenko    |
| 24 | UKR | KP    | Viktor Cukanov      |
| 26 | UKR | V     | Juhim Konoplia      |
| 29 | UKR | KP    | Jegor Nazarina      |
| 30 | BRA | KP    | Marlon Gomes        |
| 31 | UKR | K     | Dmitro Riznik       |
| 37 | BRA | KP    | Kevin               |
| 38 | BRA | KP    | Pedrinho            |
| 39 | BRA | KP    | Newerton            |
| 48 | UKR | K     | Denisz Tvardovszkyi |
| 72 | UKR | K     | Kiril Feszjun       |
| 74 | UKR | V     | Marjan Farina       |

### Kölcsönben lévő játékosok
| # |     | Poszt | Név                                                            |
| - | --- | ----- | -------------------------------------------------------------- |
|   | GEO | V     | György Gocsolejsvili (kölcsönben a FC København-nál)           |
|   | GEO | V     | Luka Lacabidze (kölcsönben a FK Csornomorec Odeszanál)         |
|   | ISR | V     | Stav Lemkin (kölcsönben a MK Makkabi Tel-Aviv-nél)             |
|   | UKR | V     | Viktor Kornijenko (kölcsönben a FK Vorszkla Poltavanál)        |
|   | UKR | V     | Eduard Sergijovics Kozik (kölcsönben a FK Kolosz Kovalivkanál) |
|   | UKR | V     | Roman Szavcsenko (kölcsönben a FK Csornomorec Odeszanál)       |
|   | UKR | V     | Danilo Udod (kölcsönben a FK Csornomorec Odeszanál)            |
|   | UKR | KP    | Mihajlo Hromej (kölcsönben a FK Csornomorec Odeszanál)         |

| # |     | Poszt | Név                                                     |
| - | --- | ----- | ------------------------------------------------------- |
|   | BRA | KP    | Maycon (kölcsönben a SC Corinthians Paulistanál)        |
|   | UKR | KP    | Ivan Petrjak (kölcsönben a FK Csornomorec Odeszanál)    |
|   | UKR | KP    | Szihejev (kölcsönben a FK Csornomorec Odeszanál)        |
|   | UKR | KP    | Ivan Petrjak (kölcsönben a FK Csornomorec Odeszanál)    |
|   | UKR | KP    | Dmitro Topalov (kölcsönben a LNZ Czerkasinél)           |
|   | UKR | KP    | Jevhen Janovics (kölcsönben a FK Csornomorec Odeszanál) |
|   | TJK | CS    | Huszrav Tojrov (kölcsönben a Atiraunál)                 |
|   | VEN | CS    | Kevin Kelsy (kölcsönben a FC Cincinnati-nél)            |